# Ý Lan
Ý Lan là nữ ca sĩ người Mỹ gốc Việt. Bà tên đầy đủ là Lê Thị Ý Lan, sinh ngày 1 tháng 1 năm 1958 tại Sài Gòn, trong một gia đình nghệ sĩ nổi tiếng: Mẹ là danh ca Thái Thanh, cha là tài tử Lê Quỳnh. Ca sĩ Ý Lan là trưởng nữ trong gia đình gồm 5 chị em (trong đó có ca sĩ Quỳnh Hương). Ý Lan có rất nhiều anh chị em (ruột và họ) là những nghệ sĩ nổi tiểng - trong đó có một người bằng tuổi với bà - đó là ca sĩ Thái Hiền.
Lê Thị Ý Lan sinh năm 1960 tại Sài Gòn, thủ đô của Việt Nam Cộng hòa, quê ở làng Bạch Mai, quận Hai Bà Trưng, Hà Nội. Bà học tiểu học và trung học tại Sài Gòn. Tuy gia đình có truyền thống nghệ thuật, nhưng bà đi vào lĩnh vực âm nhạc chuyên nghiệp khá muộn: đến cuối thập niên 1980 cô mới trở thành ca sĩ chuyên nghiệp và ra mắt CD nhạc đầu tiên.
Ca sĩ Ý Lan hiện sống tại tiểu bang California (Hoa Kỳ).

## Sản phẩm âm nhạc

### Tại hải ngoại

#### CD

##### Diễm Xưa
- Diễm Xưa Đặc Biệt: Lan, 1993 - với Thanh Lan, Ngọc Lan
- Diễm Xưa 17: Tình Ca Phạm Duy - Ngàn Năm Vẫn Không Quên, 1992
- Diễm Xưa 21: Mong Manh, 1991
- Diễm Xưa 25: Bay Đi Cánh Chim Biển, 1990
- Diễm Xưa 30: Chiều Nay Vắng Em - với Vũ Khanh
- Diễm Xưa 31: Tuyệt Tình, 1991
- Diễm Xưa 37: Như Đã Dấu Yêu
- Diễm Xưa 38: Trên Môi Ước Thề, 1992 - với Tuấn Cường
- Diễm Xưa 39: Trăm Nhớ Ngàn Thương, 1992 - với Vũ Khanh
- Diễm Xưa 43: Vẫn Có Anh Bên Đời
- Diễm Xưa 46: Tình Khúc Mùa Đông - với Trịnh Vĩnh Trinh
- Diễm Xưa 47: Bến Mơ - với Elvis Phương
- Diễm Xưa 50: Tình Ca Đức Huy - Xin Một Ngày Mai Có Nhau
- Diễm Xưa 51: Lời Yêu Thương - với Tuấn Ngọc
- Diễm Xưa 54: Tình Khúc Phạm Duy - Hẹn Hò, 1993
- Diễm Xưa 56: Tóc Mai Sợi Vắn Sợi Dài - với Vũ Khanh
- Diễm Xưa 61: Đức Huy & Vũ Thành An - Mùa Xuân Trong Đôi Mắt Em
- Diễm Xưa 71: 30 Năm Thơ Nhạc Du Tử Lê - Quê Hương Là Người Đó, 1994 - với Vũ Khanh, Thanh Hà
- Diễm Xưa 77: Yêu Thầm, 1995
- Diễm Xưa 114: Nhìn Những Mùa Thu Đi, 1997

##### Ý Lan Productions
- Yêu & La Vie En Rose, 1994
- Mê Khúc, 1995
- 10 Tình Khúc Phạm Duy - Khi Tôi Về, 1996
- Tình Ca Đức Huy - Ru Em Tiếc Nuối, 1996
- Kingdom Of Rain, 1998 - với Mai Linh, Tuấn Cường
- Ru Từng Nỗi Nhớ, 1999
- Một Đời Đắm Say, 2000
- Em Còn Nhớ Hay Em Đã Quên, 2001 - với Lan Anh
- Đi Giữa Mọi Người Để Nhớ Một Người, 2001 - với Tuấn Ngọc, Thái Hà
- Một Ngày Như Mọi Ngày, 2002
- Tình Ca Không Đoạn Kết Của Lam Phương, 2004
- Hỏi Tình, 2006
- Muốn Hỏi Tại Sao, 2006
- Tình Ca Phạm Duy - Đừng Lay Tôi Nhé Cuộc Đời (2007)
- Hát Để Đợi Chờ, 2008 - với Quang Tuấn

##### Thúy Nga
- TNCD093: Nỗi Nhớ Muộn Màng, 1995
  1. Trong Nỗi Nhớ Muộn Màng (Ngô Thụy Miên)
  2. Như Chiếc Que Diêm (Từ Công Phụng)
  3. Chiều Nhớ (Tuấn Đức)
  4. Tuổi Xa Người (Từ Công Phụng)
  5. LK Thu Sầu & Lạy Trời Con Được Bình Yên (Lam Phương)
  6. Yêu Và Mơ (Văn Phụng)
  7. Em Đi Rồi (Lam Phương)
  8. Tình (Văn Phụng)
  9. Kỷ Niệm (Phạm Duy)
  10. Thu Đến Bao Giờ (Lam Phương)
- TNCD168: Đêm Cuối Cùng, 1998 - với Thanh Hà, Thùy Dương, Tuấn Ngọc
  1. Ánh Đèn Màu (LV: Phạm Duy) - Ý Lan
  2. Tình Khúc Thứ Nhất (Vũ Thành An & Nguyễn Đình Toàn) - Thanh Hà
  3. Mùa Xuân Sao Chưa Về Hỡi Em (Trường Sa) - Tuấn Ngọc
  4. Em Đến Thăm Anh Một Chiều Mưa (Tô Vũ) - Thùy Dương
  5. Lời Tình Buồn (Hoàng Thanh Tâm) - Ý Lan
  6. Chán Nản (Văn Phụng) - Thanh Hà
  7. Hẹn Hò (Phạm Duy) - Thùy Dương
  8. Đêm Cuối Cùng (Phạm Đình Chương) - Ý Lan
  9. Điệu Buồn (Thanh Trang) - Thùy Dương
  10. Mái Tóc Dạ Hương (Nguyễn Hiền & Đinh Hùng) - Ý Lan
- TNCD332: Lời Rêu, 2004
  1. Lời Rêu (Phú Quang)
  2. Bài Thơ Cuối Cùng (Hoàng Thi Thơ)
  3. Bài Không Tên Số 6 (Vũ Thành An)
  4. Miên Khúc (Ngô Thụy Miên)
  5. Không Còn Mùa Thu (Việt Anh)
  6. Đưa Em Tìm Động Hoa Vàng (Phạm Duy, thơ: Phạm Thiên Thư)
  7. LK Bài Ca Sao & Nụ Tầm Xuân (Phạm Duy) - Ý Lan & Thái Thanh
  8. Viết Trên Tà Áo Em (Văn Phụng, thơ: Hoàng Anh Tuấn)
  9. Biệt Ly (Dzoãn Mẫn)
  10. Đêm Buồn (Hoàng Thi Thơ)
  11. Tình Cuồng Điên (Ngọc Trọng)
  12. Phôi Pha (Trịnh Công Sơn)
  13. Hạnh Phúc Mang Theo (Lam Phương)

##### Trung tâm khác
- Tiếc Nuối - với Kenny Thái (Ý Productions, 1992)
- Thương Ai - với Tuấn Ngọc (Mai Productions, 1992)
- Nhà Anh Nhà Em - với Thái Châu (Tình Ca Hải Ngoại, 1992)
- Dấu Yêu Xưa - với Tuấn Ngọc, Julie, Hoàng Nam (Mai Productions, 1993)
- Ý Lan, Dalena, Chung Tử Lưu - với Dalena, Chung Tử Lưu (Hải Âu Productions, 1993)
- Chuyện Hoa Sứ - với Tuấn Ngọc, Thu Thảo (Shotguns Productions, 1994)
- Chỉ Vì Em Yêu Anh - với Quang Tuấn (Shotguns Productions, 1994)
- Vũng Lầy Yêu Thương - với Don Hồ, Julie (Mai Productions, 1994)
- Buồn - với Ngọc Lan, Ngọc Thúy (Tình Productions, 1994)
- Còn Nhớ Xin Em Cứ Về - với Don Hồ, Ngọc Lan (Người Đẹp Bình Dương, 1995)
- Chìa Khóa Tình Yêu - với Thanh Lan, Hương Lan, Ngọc Lan (Người Đẹp Bình Dương, 1996)
- Anh Xin Làm Cỏ Lạ - với Thái Hiền, Đinh Ngọc (Tóc Mây, 1996)
- Đừng Bỏ Em Một Mình - với Tuấn Ngọc (Bích Thu Vân, 2002)
- Hờn Dỗi - với Tuấn Ngọc, Thái Thảo (Vân Sơn Entertainment, 2005)
- Tình Thu - với Tuấn Ngọc, Julie, Don Hồ (Mai Productions)
- Cô Bé Dỗi Hờn (Tình Productions)
- Tứ Lan - với Thanh Lan, Hương Lan, Ngọc Lan (Người Đẹp Bình Dương)
- Cát Bụi Tình Xa - với Thanh Hà (Hải Âu Productions)
- Ướt Mi - với Ngọc Lan, Thu Hương (Tình Nhớ)
- Tình Khúc Nguyễn Đình Phùng - Định Mệnh - với Tuấn Ngọc, Thái Hiền, Vũ Khanh (MB Productions)
- Phượng Yêu (Nhã Ca)
- Dốc Mơ - với Tuấn Ngọc (Nhã Ca)
- Tình Khúc Bảo Trường - Sao Đổi Ngôi - với Tuấn Ngọc (Tektronic)
- The Best of Ý Lan (Hải Âu Productions)
- Vì Sao Ta Yêu Nhau (Đoàn Vi Hương Productions, 2019)...

#### DVD
- The Best of MTV Music Vũ Khanh & Ý Lan (Diễm Xưa, 2004)
- The Best of Ý Lan from Paris By Night (Thúy Nga, 2010)

### Tại Việt Nam
Các CD của Ý Lan đều được Hãng phim Phương Nam và Nhà xuất bản Âm nhạc phối hợp thực hiện, bao gồm:
- Noel Mùa Sao Sáng - với Vũ Khanh, La Sương Sương (2012)
- Tuyệt Tình (2013)
- Tình Ca Trịnh Công Sơn - Vẫn Có Anh Bên Đời (2013)
- Tình Ca Phạm Duy - Cô Bắc Kỳ Nho Nhỏ (2013)
- Tình Khúc Lam Phương - Một Mình (2013)
- Tình Khúc Đức Huy - Như Đã Dấu Yêu (2013)
- Trên Ngọn Tình Sầu (2013)
- Tóc Mai Sợi Vắn Sợi Dài - với Vũ Khanh (2013)
- Chiều Nay Vắng Em - với Vũ Khanh (2013)
- Cuộc Tình Đam Mê - với Tuấn Ngọc (2013)

## Trình diễn trên sân khấu

### Trung tâm Thúy Nga

#### Các bài hát trên sân khấu Paris By Night
| STT | Tiết mục | Thể hiện với | Chương trình       | Năm  |
| --- | --- | --- | ------------------ | ---- |
| 1   | Bài không tên số 8 (Vũ Thành An) | solo | Paris By Night 17  | 1992 |
| 2   | Tuổi Xa Người (Từ Công Phụng) | solo | Paris By Night 18  | 1992 |
| 3   | Kỷ Niệm (Phạm Duy) | solo | Paris By Night 19  | 1993 |
| 4   | Yêu Và Mơ (Văn Phụng) | solo | Paris By Night 20  | 1993 |
| 5   | Tuổi 13 (Ngô Thụy Miên) | solo | Paris By Night 21  | 1993 |
| 6   | Em Đi Rồi (Lam Phương) | solo | Paris By Night 22  | 1993 |
| 7   | Trong Nỗi Nhớ Muộn Màng (Ngô Thụy Miên) | solo | Paris By Night 26  | 1994 |
| 8   | Bóng Người Đi (Văn Phụng) | solo | Paris By Night 27  | 1994 |
| 9   | LK Thu Sầu, Lạy Trời Con Được Bình Yên (Lam Phương)                                                                                          | solo | Paris By Night 28  | 1994 |
| 10  | Như Chiếc Que Diêm (Từ Công Phụng) | solo | Paris By Night 29  | 1994 |
| 11  | Chiều Nhớ (Tuấn Đức) | solo | Paris By Night 31  | 1995 |
| 12  | 20 Năm Tình Cũ (Trần Quảng Nam) | solo | Paris By Night 32  | 1995 |
| 13  | Thu Đến Bao Giờ (Lam Phương) | solo | Paris By Night 35  | 1996 |
| 14  | Mái Tóc Dạ Hương (Nguyễn Hiền, Đinh Hùng) | solo | Paris By Night 36  | 1996 |
| 15  | Ánh Đèn Màu (LV: Phạm Duy) | solo | Paris By Night 39  | 1997 |
| 16  | Bài Thơ Cuối Cùng (Hoàng Thi Thơ) | solo | Paris By Night 41  | 1997 |
| 17  | Đêm Cuối Cùng (Phạm Đình Chương) | solo | Paris By Night 45  | 1998 |
| 18  | Đừng Lừa Dối Nhau (Y Vân) | solo | Paris By Night 46  | 1998 |
| 19  | Đêm Buồn (Hoàng Thi Thơ) | solo | Paris By Night 47  | 1999 |
| 20  | Phôi Pha (Trịnh Công Sơn) | solo | Paris By Night 48  | 1999 |
| 21  | Miên Khúc (Ngô Thụy Miên) | solo | Paris By Night 50  | 1999 |
| 22  | Không Còn Mùa Thu (Việt Anh) | solo | Paris By Night 52  | 1999 |
| 23  | Tình Cuồng Điên (Ngọc Trọng) | solo | Paris By Night 56  | 2000 |
| 24  | Viết Trên Tà Áo Em (Văn Phụng, Hoàng Anh Tuấn)                                                                                               | solo | Paris By Night 57  | 2000 |
| 25  | Biệt Ly (Dzoãn Mẫn) | solo | Paris By Night 59  | 2001 |
| 26  | Đưa Em Tìm Động Hoa Vàng (Phạm Duy, Phạm Thiên Thư)                                                                                          | solo | Paris By Night 62  | 2001 |
| 27  | Lời Rêu (Phú Quang) | solo | Paris By Night 63  | 2002 |
| 28  | Bài không tên số 6 (Vũ Thành An) | solo | Paris By Night 64  | 2002 |
| 29  | Hạnh Phúc Mang Theo (Lam Phương) | solo | Paris By Night 71  | 2003 |
| 30  | LK Nụ Tầm Xuân, Bài Ca Sao (Phạm Duy) | Thái Thanh | Paris By Night 73  | 2004 |
| 31  | Tiễn Đưa (Song Ngọc) | solo | Paris By Night 74  | 2004 |
| 32  | Khóc Cho Vơi Lệ Nhòa (Đinh Trung Chính) | solo | Paris By Night 75  | 2004 |
| 33  | Duyên Tình (Xuân Tiên, Y Vân) | solo | Paris By Night 83  | 2006 |
| 34  | Nghìn Trùng Xa Cách (Phạm Duy) | Khánh Hà | Paris By Night 84  | 2006 |
| 35  | Mình Ơi (Diệu Hương) | solo | Paris By Night 86  | 2007 |
| 36  | Kiếp Nghèo (Lam Phương) | solo | Paris By Night 88  | 2007 |
| 37  | Nửa Hồn Thương Đau (Phạm Đình Chương) | solo | Paris By Night 89  | 2007 |
| 38  | Mẹ Trùng Dương, Mẹ Việt Nam Ơi! (Phạm Duy)                                                                                                   | Khánh Ly, Hoàng Oanh, Họa Mi, Khánh Hà | Paris By Night 90  | 2007 |
| 39  | Tưởng Như Còn Người Yêu (Phạm Duy, Lê Thị Ý)                                                                                                 | solo | Paris By Night 90  | 2007 |
| 40  | LK Tâm Tình Gửi Huế (Tôn Nữ Trà Mi, Hoàng Thi Thơ), Trở Về Huế (Văn Phụng)                                                                   | Họa Mi | Paris By Night 91  | 2008 |
| 41  | Tình Hoài Hương (Phạm Duy) | Quang Lê | Paris By Night 92  | 2008 |
| 42  | Hãy Cứ Là Tình Nhân (Tú Minh) | solo | Paris By Night 95  | 2009 |
| 43  | LK Ngậm Ngùi (Phạm Duy, Huy Cận), Mộ Khúc (Phạm Duy, Xuân Diệu)                                                                              | Quang Tuấn | Paris By Night 96  | 2009 |
| 44  | LK Mùa Hè Đẹp Nhất, Bay Đi Cánh Chim Biển, Luôn Luôn Mãi Mãi (Đức Huy)                                                                       | Quang Dũng | Paris By Night 98  | 2009 |
| 45  | Nhạt Nhòa (Tuấn Khanh) | solo | Paris By Night 99  | 2010 |
| 46  | LK Phải Chi Em Đừng Có Chồng: Trăm Nhớ Ngàn Thương (Lam Phương), Mười Năm Tình Cũ (Trần Quảng Nam), Phải Chi Em Đừng Có Chồng (Mặc Thế Nhân) | Elvis Phương | Paris By Night 100 | 2010 |
| 47  | Như Chưa Bắt Đầu (Đức Trí) | solo | Paris By Night 104 | 2011 |
| 48  | Người Em Sầu Mộng (Y Vân, Lưu Trọng Lư) | solo | Paris By Night 106 | 2012 |
| 49  | Mùa Thu Paris (Phạm Duy, Cung Trầm Tưởng) | solo | Paris By Night 107 | 2013 |
| 50  | LK Mùa Thu Không Trở Lại (Phạm Trọng Cầu), Lá Thu Vàng (LV: Lữ Liên)                                                                         | Ngọc Anh | Paris By Night 109 | 2013 |
| 51  | Hát Mãi Bài Tình Ca (Thái Thịnh) | Minh Tuyết, Như Loan, Tóc Tiên, Như Quỳnh, Don Hồ, Mai Thiên Vân, Hạ Vy, Mạnh Quỳnh, Hương Thủy, Quang Lê, Ngọc Hạ, Trần Thái Hòa, Thế Sơn, Châu Ngọc, Hồ Lệ Thu, Kỳ Phương Uyên, Mai Tiến Dũng, Quỳnh Vi, Trịnh Lam, Lương Tùng Quang, Diễm Sương, Duy Trường, Khánh Lâm, Tommy Ngô, Lynda Trang Đài, Đình Bảo, Ánh Minh, Hương Giang, Anh Tú, Thiên Tôn, Ngọc Anh, Thu Phương, Giang Tử, Hương Lan, Thái Châu, Quang Dũng, Nguyễn Hưng, Thanh Hà, Lưu Bích, Tuấn Ngọc, Khánh Hà, Dương Triệu Vũ, Lam Anh, Bằng Kiều, Họa Mi, Elvis Phương | Paris By Night 109 | 2013 |
| 52  | Gái Xuân (Từ Vũ, Nguyễn Bính) | solo | Paris By Night 110 | 2014 |
| 53  | Suối Tóc (Văn Phụng) | solo | Paris By Night 111 | 2014 |
| 54  | Xa Cách (Nguyên Thủy, Xuân Diệu) | solo | Paris By Night 115 | 2015 |
| 55  | Áo Tím Ngày Xưa (Mạnh Phát, Lan Đài) | solo | Paris By Night 117 | 2016 |
| 56  | Biết Nói Gì Đây (Huỳnh Anh) | solo | Paris By Night 119 | 2016 |
| 57  | Như Giọt Xuân Rơi (Anh Việt Thu) | Vũ Khanh | Paris By Night 121 | 2017 |
| 58  | Bài Không Tên Số 7 (Vũ Thành An) | solo | Paris By Night 123 | 2017 |
| 59  | Mấy Dặm Sơn Khê (Nguyễn Văn Đông) | solo | Paris By Night 125 | 2018 |
| 60  | Khúc Tình Ca Hàng Hàng Lớp Lớp (Nguyễn Văn Đông)                                                                                             | Hoàng Oanh, Thanh Tuyền, Giao Linh, Vũ Khanh, Anh Khoa, Anh Dũng, Don Hồ, Ngọc Anh, Minh Tuyết, Nguyễn Hồng Nhung, Thiên Tôn, Đình Bảo, Hương Thủy, Mai Thiên Vân, Lam Anh, Trần Thái Hòa, Hạ Vy, Khải Đăng, Hà Thanh Xuân, Châu Ngọc Hà | Paris By Night 125 | 2018 |
| 61  | LK Bài Không Tên Số 8 (Vũ Thành An), Chiều Một Mình Qua Phố (Trịnh Công Sơn)                                                                 | Quang Dũng | Paris By Night 126 | 2018 |
| 62  | Quán Bên Đường (Phạm Duy, Trang Thế Hy) | Vũ Khanh | Paris By Night 128 | 2019 |
| 63  | Mưa Sài Gòn, Mưa Hà Nội (Phạm Đình Chương, Hoàng Anh Tuấn)                                                                                   | Đình Bảo, Khải Đăng | Paris By Night 129 | 2019 |
| 64  | Khi (Vũ Tuấn Đức) | solo | Paris By Night 130 | 2020 |
| 65  | Xuân Và Tuổi Trẻ (La Hối, Thế Lữ) | solo | Paris By Night 132 | 2022 |
| 66  | Hạnh Phúc Lả Lơi (Ngọc Trọng) | solo | Paris By Night 133 | 2022 |
| 67  | Như Một Lời Chia Tay (Trịnh Công Sơn) | Đình Bảo | Paris By Night 134 | 2023 |
| 68  | Hơn Một Lời Cảm Ơn (Ngô Minh Tài) | Ngọc Anh, Tuấn Ngọc, Khánh Hà, Bằng Kiều, Minh Tuyết, Trần Thái Hòa, Lam Anh, Đình Bảo, Kỳ Phương Uyên, Nguyễn Hồng Nhung, Ngọc Hạ, Tuấn Phước, Thiên Tôn, Hương Lan, Hoàng Oanh, Thanh Tuyền, Phương Hồng Quế, Thanh Hà, Quang Dũng, Trường Vũ, Như Quỳnh, Quang Lê, Thái Châu, Họa Mi, Nguyễn Hưng, Hương Thủy, Băng Tâm, Hoàng Nhung, Hà Thanh Xuân, Trịnh Lam, Phương Yến Linh, Ngọc Ngữ, Châu Ngọc Hà, Tâm Đoan, Mạnh Quỳnh, Phương Loan, Đan Nguyên, Lương Tùng Quang, Như Loan, Hoàng Mỹ An, Như Ý, Lâm Thúy Vân, Myra Trần, Don Hồ  | Paris By Night 134 | 2023 |
| 69  | Ngồi Bên Nhau (Từ Công Phụng) | Từ Công Phụng | Paris By Night 135 | 2023 |
| 70  | Mắt Lệ Cho Người (Từ Công Phụng) | solo | Paris By Night 135 | 2023 |
| 71  | Giữ Đời Cho Nhau (Từ Công Phụng, Du Tử Lê)                                                                                                   | Từ Công Phụng, Tuấn Ngọc, Thái Hiền, Anh Dũng, Bằng Kiều, Trần Thái Hòa, Trần Thu Hà, Ngọc Anh, Ngọc Hạ, Hồ Hoàng Yến, Đình Bảo, Thiên Tôn, Lam Anh, Vasa Diệu Nga, Như Ý | Paris By Night 135 | 2023 |
| 72  | Lặng Lẽ Tiếng Dương Cầm (Nguyễn Ánh 9) | solo | Paris By Night 137 | 2024 |

#### Các bài hát trên sân khấu thu hình khác
| STT | Tên bài hát                                         | Thể hiện với                                                                   | Chương trình                                  | Năm  |
| --- | --------------------------------------------------- | ------------------------------------------------------------------------------ | --------------------------------------------- | ---- |
| 1   | Tình (Văn Phụng)                                    | solo                                                                           | Tình Yêu Và Ảo Ảnh                            | 1991 |
| 2   | La Vie En Rose (LV: Diệu Hương)                     | solo                                                                           | Paris By Night Divas                          | 2010 |
| 3   | Paris Có Gì Lạ Không Em? (Ngô Thụy Miên, Nguyên Sa) | solo                                                                           | Paris By Night 100 VIP Party                  | 2010 |
| 4   | Kiếp Nào Có Yêu Nhau (Phạm Duy)                     | solo                                                                           | VSTAR 2012 - Đêm Trao Giải                    | 2012 |
| 5   | Hôn (Đoàn Vi Hương)                                 | solo                                                                           | Paris By Night 109 VIP Party                  | 2013 |
| 6   | Hương Xưa Gió Tìm Về (Nguyễn Quang, Ý Lan, Hạt Cát) | solo                                                                           | VSTAR 2013 - Đêm Trao Giải                    | 2014 |
| 7   | Trái Tim Em Ở Nơi Đâu (Đoàn Vi Hương)               | solo                                                                           | VSTAR 2014 - Chung Kết                        | 2016 |
| 8   | Duyên Kiếp (Lam Phương)                             | Vũ Khanh                                                                       | Paris By Night Divos                          | 2018 |
| 9   | Phải Chi (Song Ngọc)                                | solo                                                                           | Paris By Night 128 VIP Party                  | 2019 |
| 10  | Lòng Mẹ (Y Vân)                                     | Hương Lan, Khánh Hà, Hương Thủy, Băng Tâm, Châu Ngọc Hà                        | LS Hương Lan - Những Giọng Ca Tiếp Nối        | 2021 |
| 11  | Đố Ai (Phạm Duy)                                    | Hương Lan                                                                      | LS Hương Lan - Những Giọng Ca Tiếp Nối        | 2021 |
| 12  | Lời Ru, Bú Mớm, Nâng Niu (Phạm Duy)                 | solo                                                                           | LS Hương Lan - Những Giọng Ca Tiếp Nối        | 2021 |
| 13  | Ngày Xưa Hoàng Thị (Phạm Duy)                       | solo                                                                           | LS Hương Lan - Những Giọng Ca Tiếp Nối        | 2021 |
| 14  | LK Người Về (Phạm Duy) & Ngày Tạm Biệt (Lam Phương) | Hương Lan, Khánh Hà, Hương Thủy, Băng Tâm, Châu Ngọc Hà, Ngọc Linh, Tuấn Phước | LS Hương Lan - Những Giọng Ca Tiếp Nối        | 2021 |
| 15  | Hãy Yêu Như Chưa Yêu Lần Nào (Lê Hựu Hà)            | solo                                                                           | Hãy Yêu Như Chưa Yêu Lần Nào                  | 2021 |
| 16  | Tình Ca (Phạm Duy)                                  | solo                                                                           | Hãy Yêu Như Chưa Yêu Lần Nào                  | 2021 |
| 17  | Như Chiếc Que Diêm (Từ Công Phụng)                  | solo                                                                           | Le Gala Du Coeur - Gửi Tình Thương Về Sài Gòn | 2021 |
| 18  | Tuổi 13 (Ngô Thụy Miên, thơ Nguyên Sa)              | solo                                                                           | Le Gala Du Coeur - Gửi Tình Thương Về Sài Gòn | 2021 |
| 19  | Hiu Hắt Đời Nhau (Lê Vũ)                            | solo                                                                           | Con Thương Nhớ Mẹ                             | 2022 |
| 20  | Lạy Trời Con Được Bình Yên (Lam Phương)             | solo                                                                           | Con Thương Nhớ Mẹ                             | 2022 |

#### Các bài hát trên Thúy Nga Music Box
| STT | Tên bài hát                                                | Thể hiện với            | Thúy Nga Music Box     | Năm  |
| --- | ---------------------------------------------------------- | ----------------------- | ---------------------- | ---- |
| 1   | Quán Thế Âm (Phạm Duy, thơ: Phạm Thiên Thư)                | solo                    | Thúy Nga Music Box #1  | 2020 |
| 2   | Đèn Khuya (Tân Nhạc: Lam Phương, Vọng Cổ: Hoàng Song Việt) | Hương Lan               | Thúy Nga Music Box #1  | 2020 |
| 3   | Dòng Sông Mẹ (HạĐỏ BíchPhượng)                             | solo                    | Thúy Nga Music Box #1  | 2020 |
| 4   | Suối Tóc (Văn Phụng)                                       | solo                    | Thúy Nga Music Box #1  | 2020 |
| 5   | Mẹ Ơi (Đoàn Vi Hương)                                      | solo                    | Thúy Nga Music Box #1  | 2020 |
| 6   | Mẹ Tôi (Trần Tiến)                                         | Hương Lan               | Thúy Nga Music Box #1  | 2020 |
| 7   | Nuối Tiếc (Trịnh Nam Sơn)                                  | Trịnh Nam Sơn           | Thúy Nga Music Box #9  | 2020 |
| 8   | LK Đã Nhũ Lòng Tôi & Về Đây Nghe Em (Trần Quang Lộc)       | solo                    | Thúy Nga Music Box #9  | 2020 |
| 9   | Đợi Bước Anh Về (Trịnh Nam Sơn)                            | solo                    | Thúy Nga Music Box #9  | 2020 |
| 10  | Dĩ Vãng (Trịnh Nam Sơn)                                    | solo                    | Thúy Nga Music Box #9  | 2020 |
| 11  | Une Chance D'aimer                                         | Trịnh Nam Sơn           | Thúy Nga Music Box #9  | 2020 |
| 12  | Chiếc Lá Cuối Cùng (Tuấn Khanh)                            | Ngọc Anh                | Thúy Nga Music Box #41 | 2021 |
| 13  | Dưới Giàn Hoa Cũ (Tuấn Khanh)                              | solo                    | Thúy Nga Music Box #41 | 2021 |
| 14  | Gió Đêm (Nhạc: Tuấn Khanh, Lời: Tuấn Khanh & Liễu Anh)     | solo                    | Thúy Nga Music Box #41 | 2021 |
| 15  | Nỗi Niềm (Tuấn Khanh)                                      | solo                    | Thúy Nga Music Box #41 | 2021 |
| 16  | Nhạt Nhòa (Tuấn Khanh)                                     | Ngọc Anh, Trần Thái Hòa | Thúy Nga Music Box #41 | 2021 |

### Trung tâm Asia
| STT | Tiết mục                                            | Thể hiện với | Chương trình | Năm  |
| --- | --------------------------------------------------- | ------------ | ------------ | ---- |
| 1   | Hãy Yêu Như Chưa Yêu Lần Nào (Lê Hựu Hà)            | solo         | ASIA 1       | 1992 |
| 2   | Điệp Khúc Buồn (Trúc Hồ, Thanh Huyền)               | solo         | ASIA 2       | 1993 |
| 3   | Một Nửa Đời Em (Trúc Hồ)                            | solo         | ASIA 3       | 1993 |
| 4   | LK Ba Miền: Khúc Hát Ân Tình, Ngựa Ô Huế, Lý Ngựa Ô | solo         | ASIA 4       | 1994 |
| 5   | Em Đẹp Nhất Đêm Nay (LV: Phạm Duy)                  | solo         | ASIA 4       | 1994 |
| 6   | Mất Nhau Mùa Đông (Anh Bằng)                        | solo         | ASIA 5       | 1994 |
| 7   | Hạnh Phúc Lang Thang                                | solo         | ASIA 9       | 1995 |
| 8   | Nha Trang Ngày Về (Phạm Duy)                        | solo         | ASIA 10      | 1995 |
| 9   | Chiều Tím (Đinh Hùng, Đan Thọ)                      | solo         | ASIA 11      | 1996 |
| 10  | Con Đường Tình Ta Đi (Phạm Duy)                     | solo         | ASIA 14      | 1997 |
| 11  | Tango Dĩ Vãng (Anh Bằng)                            | solo         | ASIA 15      | 1997 |
| 12  | Mộng Chiều Xuân (Ngọc Bích)                         | solo         | ASIA 19      | 1998 |
| 13  | Giấc Mộng Viễn Du (Văn Phụng)                       | solo         | ASIA 22      | 1998 |
| 14  | Yêu Hết Con Tim (Vũ Anh Tuấn)                       | solo         | ASIA 24      | 1999 |
| 15  | Kỷ Vật Cho Em (Phạm Duy)                            | solo         | ASIA 29      | 2000 |
| 16  | Granada                                             | solo         | ASIA 30      | 2000 |
| 17  | Lời Kinh Đêm (Việt Dzũng)                           | solo         | ASIA 32      | 2001 |
| 18  | Ngàn Thu Áo Tím (Hoàng Trọng)                       | solo         | ASIA 35      | 2001 |

### Trung tâm Mây - Dạ Lan
| STT | Tiết mục | Thể hiện với                     | Chương trình       | Năm  |
| --- | --- | -------------------------------- | ------------------ | ---- |
| 1   | Sa mạc tình yêu (LV: Khúc Lan)                                                                               | solo                             | Hollywood Night 1  | 1992 |
| 2   | Quỳnh Hương (Trịnh Công Sơn)                                                                                 | solo                             | Hollywood Night 2  | 1992 |
| 3   | Tuyệt Tình (Đỗ Lễ)                                                                                           | solo                             | Hollywood Night 3  | 1992 |
| 4   | Anh Đến Thăm Em Một Chiều Mưa (Tô Vũ)                                                                        | solo                             | Hollywood Night 4  | 1993 |
| 5   | Bài không tên số 2 (Vũ Thành An)                                                                             | solo                             | Hollywood Night 5  | 1993 |
| 6   | Thung Lũng Hồng (Phạm Mạnh Cương)                                                                            | solo                             | Hollywood Night 6  | 1993 |
| 7   | Ngẫu Nhiên (Trịnh Công Sơn)                                                                                  | solo                             | Hollywood Night 7  | 1993 |
| 8   | Lời Yêu Thương (LV: Đức Huy)                                                                                 | solo                             | Hollywood Night 8  | 1993 |
| 9   | Nắng Hạ (Nguyễn Trung Cang)                                                                                  | solo                             | Hollywood Night 13 | 1996 |
| 10  | Mưa Ngâu (Thanh Tùng)                                                                                        | solo                             | Hollywood Night 14 | 1996 |
| 11  | Thà Làm Hạt Mưa Bay (Thanh Tùng)                                                                             | solo                             | Hollywood Night 15 | 1997 |
| 12  | Thôi Anh Hãy Về (Nguyễn Ngọc Thiện)                                                                          | solo                             | Hollywood Night 16 | 1997 |
| 13  | Thì Thầm Mùa Xuân (Ngọc Châu)                                                                                | solo                             | Hollywood Night 17 | 1998 |
| 14  | Hơi Thở Mùa Xuân (Dương Thụ)                                                                                 | solo                             | Hollywood Night 18 | 1999 |
| 15  | LK Một Mẹ Trăm Con (Phạm Duy), Lý Cây Đa, Lý Tình Tang, Lý Chim Quyên, Những Nẻo Đường Việt Nam (Thanh Bình) | Chế Linh, Thiên Trang, Giao Linh | Hollywood Night 19 | 1999 |
| 16  | Có Phải Em Mùa Thu Hà Nội (Trần Quang Lộc)                                                                   | solo                             | Hollywood Night 19 | 1999 |
| 17  | Quê Hương Bài Học Đầu Cho Con (Anh Bằng, Đỗ Trung Quân)                                                      | solo                             | Dạ Lan 1           | 2003 |
| 18  | Dải Lụa Đào                                                                                                  | solo                             | Dạ Lan 2           | 2004 |

### Trung tâm Tình
Một số video không có dữ liệu nên dưới đây là danh sách không đầy đủ.
| STT | Tiết mục                               | Thể hiện với | Chương trình                     | Năm  |
| --- | -------------------------------------- | ------------ | -------------------------------- | ---- |
| 1   | Màu Mắt Nhung                          | solo         | Quê Hương Tình Yêu Và Tuổi Trẻ   | 1997 |
| 2   | Tình Buồn & Sao Đành Xa Em             | solo         | Quê Hương Tình Yêu Và Tuổi Trẻ 2 | 1998 |
| 3   | Mình Ơi (Diệu Hương)                   | solo         | Quê Hương Tình Yêu Và Tuổi Trẻ 3 | 1998 |
| 4   | Chị Tôi (Trọng Đài, thơ: Đoàn Thị Tảo) | solo         | Quê Hương Tình Yêu Và Tuổi Trẻ 5 | 1999 |
| 5   | Tóc Mây (Phạm Thế Mỹ)                  | solo         | Quê Hương Tình Yêu Và Tuổi Trẻ 6 | 1999 |
| 6   | Bản Tình Cuối (Ngô Thụy Miên)          | solo         | Quê Hương Tình Yêu Và Tuổi Trẻ 8 | 2001 |
| 7   | Bài Không Tên Số 8 (Vũ Thành An)       | solo         | Quê Hương Tình Yêu Và Tuổi Trẻ 9 | 2001 |

### Trung tâm Vân Sơn
| STT | Tiết mục                                  | Thể hiện với | Chương trình | Năm  |
| --- | ----------------------------------------- | ------------ | ------------ | ---- |
| 1   | Áo Lụa Hà Đông (Ngô Thụy Miên, Nguyên Sa) | solo         | Vân Sơn 25   | 2003 |
| 2   | Vịnh Cây Quạt (Song Ngọc)                 | solo         | Vân Sơn 26   | 2004 |
| 3   | LK Ngô Thụy Miên                          | solo         | Vân Sơn 27   | 2004 |
| 4   | Rau Răm Ở Lại (Song Ngọc)                 | solo         | Vân Sơn 28   | 2004 |
| 5   | Quê Hương                                 | solo         | Vân Sơn 34   | 2006 |
| 6   | LK Trần Thiện Thanh                       | solo         | Vân Sơn 49   | 2013 |
| 7   | Chiều Về Trên Sông (Phạm Duy)             | solo         | Vân Sơn 50   | 2014 |
| 8   | Sang Ngang (Đỗ Lễ)                        | solo         | Vân Sơn 51   | 2015 |
| 9   | Mắt Thu (Ngô Thụy Miên)                   | solo         | Vân Sơn 52   | 2016 |
| 10  | Đã Nhủ Lòng Tôi (Trần Quang Lộc)          | solo         | Vân Sơn 53   | 2017 |

### Hãng phim Phương Nam
| STT | Tiết mục                                             | Thể hiện với | Chương trình                | Năm  |
| --- | ---------------------------------------------------- | ------------ | --------------------------- | ---- |
| 1   | Tình hoài hương (Phạm Duy)                           | solo         | Phạm Duy - Mơ giấc mộng dài | 2010 |
| 2   | Kiếp nào có yêu nhau (nhạc Phạm Duy, thơ Hoài Trinh) | solo         | Phạm Duy - Mơ giấc mộng dài | 2010 |
| 3   | Tóc mai sợi vắn sợi dài (Phạm Duy)                   | solo         | Phạm Duy - Mơ giấc mộng dài | 2010 |

### Trung tâm Mưa Rừng
| STT | Tiết mục                           | Thể hiện với | Chương trình | Năm  |
| --- | ---------------------------------- | ------------ | ------------ | ---- |
| 1   | Giọt Nắng Hồng (Ngô Thụy Miên)     | solo         | Mưa Rừng 1   | 2011 |
| 2   | Cho Em Quên Tuổi Ngọc (Lam Phương) | solo         | Mưa Rừng 2   | 2012 |

### Sol Vàng
| STT | Tiết mục                                              | Thể hiện với | Chương trình                      | Năm  |
| --- | ----------------------------------------------------- | ------------ | --------------------------------- | ---- |
| 1   | Con Đường Tình Ta Đi (Phạm Duy)                       | solo         | Liveshow Ý Lan - Mơ Giấc Mộng Dài | 2014 |
| 2   | Mộng Dưới Hoa (Phạm Đình Chương                       | solo         | Liveshow Ý Lan - Mơ Giấc Mộng Dài | 2014 |
| 3   | Kiếp Nào Có Yêu Nhau (Phạm Duy)                       | solo         | Liveshow Ý Lan - Mơ Giấc Mộng Dài | 2014 |
| 4   | La Vien Rose (nhạc Pháp                               | solo         | Liveshow Ý Lan - Mơ Giấc Mộng Dài | 2014 |
| 5   | Mùa Thu Cho Em (Ngô Thụy Miên)                        | Lê Hiếu      | Liveshow Ý Lan - Mơ Giấc Mộng Dài | 2014 |
| 6   | Kỷ Niệm (Phạm Duy)                                    | solo         | Liveshow Ý Lan - Mơ Giấc Mộng Dài | 2014 |
| 7   | Chiều Về Trên Sông (Phạm Duy)                         | solo         | Liveshow Ý Lan - Mơ Giấc Mộng Dài | 2014 |
| 8   | Áo Anh Sứt Chỉ Đường Tà (nhạc Phạm Duy, thơ Hữu Loan) | solo         | Liveshow Ý Lan - Mơ Giấc Mộng Dài | 2014 |
| 9   | Cho Lần Cuối(Lê Uyên Phương)                          | Quang Dũng   | Liveshow Ý Lan - Mơ Giấc Mộng Dài | 2014 |
| 10  | Ca Dao Mẹ (Trịnh Công Sơn                             | solo         | Liveshow Ý Lan - Mơ Giấc Mộng Dài | 2014 |

### Các chương trình khác
| STT | Tiết mục                                          | Thể hiện với | Chương trình                            | Năm  |
| --- | ------------------------------------------------- | ------------ | --------------------------------------- | ---- |
| 1   | Áo Anh Sứt Chỉ Đường Tà (Phạm Duy, thơ: Hữu Loan) | solo         | Tình khúc vượt thời gian (VTV9)         | 2012 |
| 2   | Mùa Thu Yêu Đương (Lam Phương)                    | solo         | Tình khúc vượt thời gian (VTV9)         | 2012 |
| 3   | Tuổi 13 (Ngô Thụy Miên)                           | solo         | Tình khúc vượt thời gian (VTV9)         | 2012 |
| 7   | Phút Cuối (Lam Phương)                            | solo         | Tình Ca Việt (THVL)                     | 2015 |
| 5   | Duyên Kiếp (Lam Phương)                           | solo         | Tình Ca Việt (THVL)                     | 2015 |
| 6   | Khi Người Yêu Tôi Khóc (Trần Thiện Thanh)         | Vũ Khanh     | Solo cùng bolero (THVL)                 | 2016 |
| 8   | Chiều Về Trên Sông (Phạm Duy)                     | solo         | Liveshow Hương Lan "Một Đời Sân Khấu"   | 2018 |
| 9   | Tình Hoài Hương (Phạm Duy)                        | Hương Lan    | Liveshow Hương Lan "Một Đời Sân Khấu"   | 2018 |
| 4   | Chiếc Lá Cuối Cùng (Tuấn Khanh)                   | solo         | Người Hát Tình Ca (THVL)                | 2019 |
| 10  | Mình Ơi (Minh Vy)                                 | solo         | Người Hát Tình Ca (THVL)                | 2019 |
| 11  | Tiếng Sông Hương (Phạm Đình Chương)               | solo         | Gây quỹ bão lụt miền Trung (VietfaceTV) | 2020 |
| 12  | Hãy Cứ Là Tình Nhân (Tú Minh)                     | solo         | Ký Ức Vui Vẻ (VTV3)                     | 2022 |